# Парафилия (таксономия)

Сравнение: жёлтый — монофилия, голубой — парафилия, красный — полифилия

Парафили́я (от др.-греч. παρά — рядом и φυλή — фила) — понятие в таксономии, где группы включают лишь часть потомков последнего общего предка. Более формальное определение гласит: парафилетическая группа получается из монофилетической путём изъятия из состава последней одной или нескольких терминальных групп. В такую группу входит её общий предок, но не все его потомки ей принадлежат. Понятие применимо к таким классификационным системам, в которых основным критерием группировки классифицируемых объектов в таксоны оказывается степень их родства, т. е. близости к общему предку.

## Проблема статуса парафилетических групп
Понятие парафилии возникло в рамках филогенетической систематики как результат логического анализа понятия монофилии и введено в научный обиход В. Хеннигом. Различный подход к статусу парафилетических групп предопределил существенные отличия во взглядах двух важнейших направлений современной систематики — эволюционной таксономии и кладистики.
Подход сторонников эволюционной таксономии к проблеме парафилии существенно не отличается от подхода, характерного для традиционной систематики: они трактуют парафилию как один из видов монофилии, а потому считают возможным сохранять в системе парафилетические таксоны.
Приверженцы же кладистики жёстко противопоставляют парафилию и монофилию в узком смысле этого слова, считая монофилетической группой лишь такую, которой принадлежат как общий предок, так и все потомки данного предка. Только такие группы могут выступать в их системах в качестве таксонов, а парафилетические группы, по их мнению, не имеют (равно как и группы полифилетические) права на существование в системе. При необходимости сослаться (в ходе какого-либо обсуждения) на парафилетическую группу многие сторонники кладистики пишут её название в кавычках (тем самым показывая, что она не является валидной).
Парафилетическую группу, как правило, невозможно охарактеризовать уникальными синапоморфиями. Все общие свойства, которые можно указать для её представителей, относятся к симплезиоморфиям (унаследованы от более отдалённых предков, чем ближайший общий предок представителей группы) или гомоплазиям (возникли у разных представителей исследуемой группы независимо).

## Примеры парафилетических групп

Рептилии в традиционном понимании (закрашено голубым) как пример парафилетической группы. С точки зрения филогенетической систематики, эту группу следует либо расформировать на более мелкие: черепах (Testudines), лепидозавров (Lepidosauria) — чешуйчатых и клювоголовых, и крокодилов (Crocodilia), либо сделать монофилетической, включив в неё птиц (Aves)

Характерные примеры широко известных парафилетических групп в биологической систематике: первичнобескрылые насекомые, беспозвоночные, рыбы, рептилии. В кладистической систематике либо подразделяют данные группы на более мелкие группы (уже монофилетические), либо, напротив, расширяют их объём за счёт включения ранее не относившихся к ним специализированных групп.
Та же проблема разграничения моно- и парафилетических групп возникает и в языковой систематике (дополнительным аргументом сторонников использования парафилетических групп в лингвистических классификациях служит тот факт, что в ряде языковых семей и групп процессы языковой дивергенции достаточно полно отражены в письменных памятниках, так что нередко праязык оказывается не чисто гипотетическим, а вполне реальным языковым образованием). Так, В. Н. Топоров, выражая достаточно традиционный взгляд на состав индоевропейской семьи, выделял в ней 17 групп (часть из которых — монотипические таксоны, представленные одним языком). Среди этих таксонов одинаковый ранг группы имеют италийские и романские языки; между тем известно, что для романских языков праязыком служит один из италийских языков — латинский (более точно: протороманский совпадает с так называемой вульгарной латынью — сестрой классической латыни, общий предок которых — латынь Гракхов — относится ко второй половине II в. до н. э.).